# 法拉納省
法拉納省是西非國家畿內亞的33個省之一，位於該國中南部，由法拉納大區負責管轄，首府設於法拉納，北面和西面是達波拉省，東接庫魯薩省和基西杜古省，南毗塞拉利昂，面積13,000平方公里，人口約167,000。